# Maxim Sheiko
Maxim Nikoláyevich Sheiko –en ruso, Максим Николаевич Шейко– (14 de abril de 1988) es un deportista ruso que compitió en halterofilia. Ganó dos medallas de plata en el Campeonato Europeo de Halterofilia, en los años 2012 y 2013.

## Palmarés internacional
| Campeonato Europeo | Campeonato Europeo | Campeonato Europeo | Campeonato Europeo |
| Año                | Lugar              | Medalla            | Categoría          |
| ------------------ | ------------------ | ------------------ | ------------------ |
| 2012               | Antalya (Turquía)  | Medalla de plata   | 105 kg             |
| 2013               | Tirana (Albania)   | Medalla de plata   | 105 kg             |